# Bathyaethiops atercrinis
Bathyaethiops atercrinis is een straalvinnige vissensoort uit de familie van de Afrikaanse karperzalmen (Alestidae). De wetenschappelijke naam van de soort is voor het eerst geldig gepubliceerd in 2012 door Mamonekene & Stiassny.